# Conus smirna
Conus smirna is een in zee levende slakkensoort uit het geslacht Conus. De slak behoort tot de familie Conidae. Conus smirna werd in 1943 beschreven door Bartsch & Rehder. Net zoals alle soorten binnen het geslacht Conus zijn deze slakken roofzuchtig en giftig. Zij bezitten een harpoenachtige structuur waarmee ze hun prooi kunnen steken en verlammen.